# Mazamas

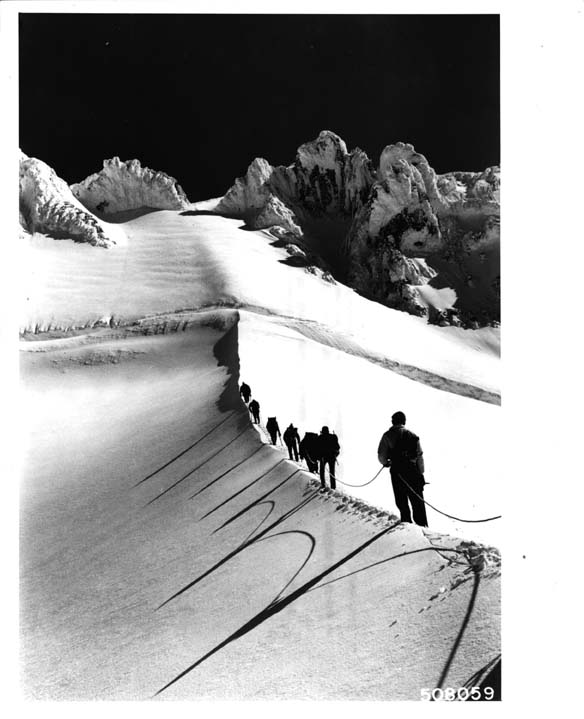
Un groupe de membre du Mazamas au mont Hood en 1963.

Les Mazamas (« chèvre des montagnes Rocheuses », d'après mazatl en nahuatl) est un club alpin de Portland. Il a été fondé en 1894 au mont Hood.
Le mont Mazama est nommé d'après ce club.